# Ciuacoatl Mons
Ciuacoatl Mons is een berg op de planeet Venus. Ciuacoatl Mons werd in 1997 genoemd naar Ciuacoatl, godin van de vruchtbaarheid in de Azteekse mythologie. De berg werd oorspronkelijk geclassificeerd als een corona.
De berg heeft een diameter van 100 kilometer en bevindt zich in het quadrangle Atalanta Planitia (V-4).